# Carthamus dianius
Carthamus dianius là một loài thực vật có hoa trong họ Cúc. Loài này được (Webb) Sch.Bip. mô tả khoa học đầu tiên năm 1846.